# Hipocampos Vallarta
El Hipocampos de Vallarta fue un equipo de fútbol de México que jugaba en la Tercera División de México de la ciudad de Puerto Vallarta.
La temporada 2014/2015 fue la última temporada del club. En 2019 se hizo una renovación del club por parte del ayuntamiento de Puerto Vallarta y actualmente juegan en la  Tercera División de México